# V382 Velorum
Nova
V382 Velorum (ou Nova Velorum 1999) était une nova qui survint en 1999 dans la constellation des Voiles (hémisphère sud). Elle atteignit la magnitude 2,6.
Elle fut découverte par des astronomes au Brésil.

## Coordonnées
- Ascension droite : 10h 44m 49.5s
- Déclinaison : -52° 25′ 35″